# Tokimeki Memorial Girl's Side 2nd Kiss
Tokimeki Memorial Girl's Side 2nd Kiss (ときめきメモリアル Girl's Side 2nd Kiss Tokimeki Memoriaru Girl's Side 2nd Kiss?) es un videojuego de simulación de citas publicado por Konami para la videoconsola PlayStation 2 el 3 de agosto de 2006. Es el quinto título principal de la franquicia de videojuegos Tokimeki Memorial y pertenece a la subserie Girl's side, destinada al público femenino, siendo la secuela de Tokimeki Memorial Girl's Side. El día 14 de febrero de 2008 se publicó una versión mejorada para la videoconsola portátil Nintendo DS bajo el título Tokimeki Memorial Girl's Side 2nd Season. El 14 de febrero de 2024 se lanzó una remasterización de la versión de Nintendo DS en la eShop de Nintendo Switch.
El videojuego se hizo para PlayStation 2, en respuesta a increíble popularidad obtenida por Tokimeki Memorial Girl's Side. El juego está ajustado para satisfacer a la mayoría de las jugadoras. Utilizando el sistema EVS, los personajes pueden llegar a llamar a la jugadora por su nombre. El juego incluye un nuevo grupo de personajes y objetivos amorosos de entre los que elegir. Fue el último juego de Tokimeki Memorial que apareció en PlayStation 2 y también, a 2011, es el último aparecido en consolas de sobremesa, ya que la títulos subsiguientes aparecieron en Nintendo DS y PSP.
Como apunte adicional, Tokimeki Memorial Girl's Side 2nd Kiss  supone el retorno de dos seiyuus que habían aparecido en sendos títulos de la serie. Yuji Ueda dobla a Motoharu Masaki en este juego y previamente había puesto voz a Yoshio Saotome que conseguía información de todas las chicas para el jugador en el primer Tokimeki Memorial. Su personaje fue tan popular que se convirtió el único personaje masculino en tener un álbum CD antes de la subserie Girl's Side. Asimismo, Kenji Nojima da voz a Kazuyuki Akagi en este juego y anteriormente había doblado a Junichirou Hokari en Tokimeki Memorial 2. 
La conversión para Nintendo DS publicada posteriormente incluye el modo "skinship", que permite tocar a los personajes obteniendo diferentes reacciones según sus sentimientos hacia el jugador, y nuevas características.